# 蛇使いの女
『蛇使いの女』（へびつかいのおんな、フランス語: La charmeuse de Serpents）は画家のアンリ・ルソーによって制作された絵画。 制作年は1907年で、現在オルセー美術館に所蔵されている。
絵の舞台は熱帯のジャングルで、ルソーがパリの植物園でスケッチしたさまざまな植物を基にして描いた。
淡い緑色の木々が鬱蒼と生い茂る密林の中に、笛を吹く黒人女性の黒いシルエットが浮かび上がっている。シルエットの中から目だけが白く光り、前方を見つめている。笛の音に魅せられた蛇が、飼い慣らされた動物のように従順に女性にからきている。

## 歴史
この絵は画家ロベール・ドローネーの母によって依頼され制作された。ルソーは、彼女が話したインドでの経験を聞き、この作品の主題を決めたといわれている。これはルソーの最初の大作であり、1907年の秋のサロンに展示された。  
ルソーはフランス国外を旅行したことがないため、絵画のエキゾチックな植物は、ルソーがパリ植物園を訪れたことや雑誌から生みだした。 
ロベール・ドローネーはこの絵を1922年にジャック・ドゥーセに売却し、「蛇使いの女」は、ドゥーセのスタジオで展示されていた。ドゥーセはこの絵を国に遺贈し、1936年からルーヴル美術館に展示され、1978年にこの絵はパリ市立近代美術館に移され、1985年からオルセー美術館で展示されている。  

## 説明
絵は非対称の縦の構図で、右側にジャングル、左側にフルートを吹く女性が満月からの月明かりに照らされて詳細に描かれている。音楽に魅了されたヘビは、絵全体に水平に伸びている。オルセー美術館は、この絵を「不穏なエデンの庭にある黒いイブ」と表現した。 

## 大衆文化の参考文献
シルビア・プラスの1957年の詩「スネークチャーマー」とウィラード・エリオットの1975年の作曲「アルトフルートとオーケストラのためのスネークチャーマー」は、ルソーの絵に触発された。   
この絵は、オーストラリアのアーティスト、ブレット・リビングストーン・ストロングの絵「アンリ・ルソーへのオマージュ」に影響を与えた。これは、1987年のフリートウッド・マックのアルバム「タンゴ・イン・ザ・ナイト」のアルバムカバーとして知られている。